# Arriba la noche Compilation
Arriba la noche Compilation è un album in studio di Gianni Drudi, pubblicato nel 2016. 

## Tracce
1. Arriba la noche (Drudi-Ghislandi-Marchetti)
2. Mi amor (Massari-Marchetti)
3. Galleggiare (Drudi-Maiullo-Zanni)
4. La vela (Esposito-Masi-Massari-Marchetti-Zannoni-Bruhn)
5. Corna (Drudi-Satti-Zanni)
6. Petali di stelle (Drudi-Conti-Del Baldo)
7. Tusimba (Drudi-Tam-Sabiu-Zanni)
8. Baila Conmigo (Massari-Marchetti)
9. Estate loca (Unetti)
10. Tu boca tu cuerpo (Drudi-Gioia)
11. Fiesta loca (Baltazar-Marchetti-Torre)
12. Zucchero amaro (Drudi-Conti-Bruhn-Garcia)
13. Estate e me (Drudi-Conti-Nannini-Garcia-Fiume)
14. Funiculì funiculà (Elab: Drudi-Massari-Patelli)
15. Se mi lasci (Pergoli-Galletti)
16. Di che segno sei (Drudi-Poltronieri-Marchetti)
17. Il massaggio (Unetti)
18. Fiky Fiky (Drudi-Bersani)